# 缅甸国防军
缅甸国防军（IPA：[taʔmədɔ̀]），官方名称音译塔玛都，果敢同盟軍方面則稱為“敏昂萊武裝”，是缅甸的军事组织。它由海陆空三部分组成，受国防部管理。其辅助部队包括缅甸警察部队，民兵部队和边防部队，当地人称作为娜萨黎（Na Sa Kha）。
理论上，緬甸所有军人都是志愿軍（尽管緬甸政府有权以國防需要為由进行征兵）。而实际上，军队遭疑定期绑架和招募儿童入軍、强迫平民做苦力、還用人力扫雷。
自该国在1948年從英国独立以來，國防军就一直与种族分离主义者、不同政见者和毒枭的武裝部隊进行小规模交火。

## 建军历史

### 缅甸独立义勇军
20世纪40年代初，为了从英国殖民者手中获得民族独立，缅甸革命政党决定寻求国外支持，用武装斗争的方式，抗击英国殖民主义。
1940年8月，德钦党总书记昂山到中国厦门寻求中国共产党的支援。但在厦门未找到中共联系人，而被日本间谍盯上。通过接触，昂山同意接受日本帮助，于1941年4月，会同其他29人赴日占海南岛进行学习军事。史称“三十志士”。
在日本人协助下，1941年12月17日，昂山等人在泰国曼谷歃血为盟，成立“缅甸独立义勇军”又称“缅甸独立军”，开始招募新兵。独立军成立之初仅有200多人，其中有70多名来自日本特务机构的人员。
当时，独立义勇军与日本达成协议，日军协助独立义勇军进攻驻缅英军，收复缅甸后即宣布独立。在缅甸独立军的指引下，日军分三路攻入缅甸，于1942年5月全面占领缅甸全境。但日本人违背了当初给予缅甸独立的诺言，对缅实行法西斯统治。

### 缅甸国防军
1942年7月27日，占领缅甸的日军将2.3万人的缅甸独立义勇军改名为“缅甸国防军”，并将员额裁减到3000人，编为3个营，由昂山任司令。

### 缅甸国民军
由于局勢扭轉軸心國陣營落入下風，日本为了稳固其在缅甸的统治，于1943年8月宣布给予缅甸形式上的独立，并将缅甸国防军更名为“缅甸国民军”，兵力扩充到6个营。
在彻底认清日本人的真实面貌后，缅甸国民军于1944年8月与缅甸共产党、人民革命党一同成立反法西斯人民自由同盟。该组织后成为率领缅甸人民争取民族独立的主要力量。
1945年3月27日，缅甸国民军与其他抗日武装一起举行抗日总起义。日后缅甸政府将这一天定为缅甸的建军节，每年都举行阅兵仪式予以纪念。
1945年5月，缅甸国民军收复仰光，后又驱逐了全部侵缅日军。1945年9月2日，日本正式投降，缅甸人民的抗日武装斗争胜利结束。

### 缅甸爱国军
日本投降后，英国再次接管缅甸。但世界民族独立浪潮势不可挡，缅甸当时的局势也不容英国再对缅实行殖民统治。1945年7月23日，英国将发展到1万多人的缅甸国民军更名为“缅甸爱国军”。

### 缅甸国防军
1945年10月，英国总督史密斯从印度回到仰光，拒绝自由同盟关于成立临时政府的要求。英国重建殖民统治的阴谋激起了缅甸人民的强烈反对，很多武装开展了反英游击战。
1947年1月昂山赴英国签订《昂山—艾德礼协定》，1947年2月缅甸召开彬龙会议，1947年9月吴努与英国首相签订《努—艾德礼协定》，最终缅甸于1948年1月4日宣告独立。
独立后，吴努政府在原编入殖民地军队的缅甸部队基础上扩充组建“缅甸国防军”。当时有17个营，约1.5万人。这就是延续到今的缅甸国防军。

## 国防军总司令
缅甸国防军设有总司令（大将军衔），不仅是三军统帅，而且是缅甸军部的最高实权首脑，实权甚至凌驾于文人出身的缅甸总统和缅甸总理。缅军总司令不仅全权指挥缅军，而且直接控制国防部、内政部、边境事务部等国家机关以及国内许多企业，根据《2008年宪法》又通过军人议员干涉国家和地方政治。
| 任次 | 肖像           | 國防軍總司令暨三軍統帥                    | 就职          | 离职           | 任职时间  | Defence branch |
| ---- | -------------- | ----------------------------------------- | ------------- | -------------- | --------- | -------------- |
| 1    | 昂山           | 少將 昂山 （1915年2月13日–1947年7月19日） | 1945年3月27日 | 1947年7月19日† | 2年114天  | 緬甸           |
| 2    | 博萊雅         | 准將 博萊雅 （1911–1978）                 | 1947年7月19日 | 1948年1月4日   | 169天     | 緬甸           |
| 3    | 史密斯·敦      | 中將 史密斯·敦 （1906–1979）              | 1948年1月4日  | 1949年1月31日  | 1年27天   | 緬甸           |
| 4    | 奈溫           | 上將 奈溫 （1910–2002）                   | 1949年2月1日  | 1972年4月20日  | 23年79天  | 緬甸           |
| 5    | 山友           | 上將 山友 （1918–1996）                   | 1972年4月20日 | 1974年1月1日   | 1年315天  | 緬甸           |
| 6    | 丁吳（英语：Tin Oo） | 上將 丁吳 （1927年出生）                  | 1974年1月1日  | 1976年3月6日   | 2年5天    | 緬甸           |
| 7    | 觉廷（英语：Kyaw Htin） | 上將 觉廷 （1925–1996）                   | 1976年3月6日  | 1985年11月3日  | 9年242天  | 緬甸           |
| 8    | 蘇貌           | 大將 蘇貌 （1928–1997）                   | 1985年11月3日 | 1992年4月22日  | 6年170天  | 緬甸           |
| 9    | 丹瑞           | 大將 丹瑞 （1933年出生）                  | 1992年4月22日 | 2011年3月30日  | 18年342天 | 緬甸           |
| 10   | 敏昂萊         | 大將 敏昂萊 （1956年出生）                | 2011年3月30日 | 现任           | 14年42天  | 緬甸           |

总司令下设置有国防部长和国防总参谋长（一般均为上将军衔），负责在军政和军令方面辅佐总司令。
设有缅甸三军副总司令，为副大将军衔。

## 缅甸国防部

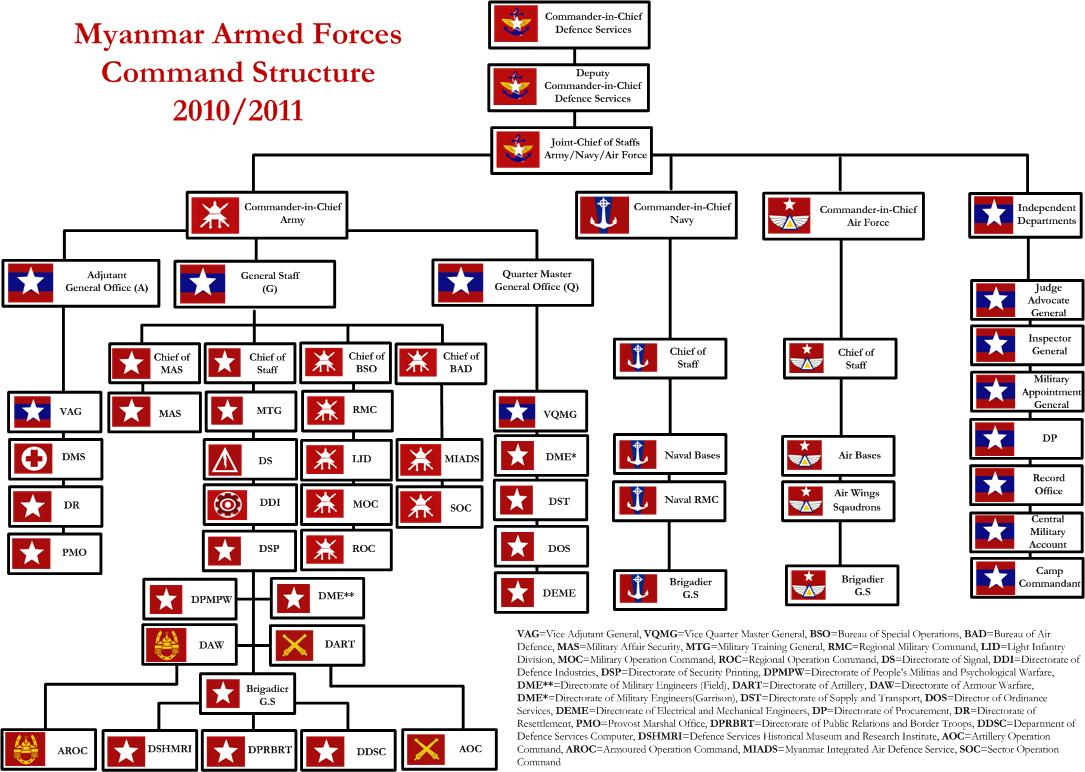
缅甸军事编制架构

国防部直辖有军法部、监察部、人事部、审计部、检察局、采购局、档案局等机构。

## 缅甸陆军
陆军总司令一般为陆军上将军衔（缅军副总司令兼任时为副大将军衔），现任梭温副大将。下设
- 参谋部（G部门）：首长为陆军参谋长，直接管辖着作为缅军战略预备队的十个机动师（LID）。下辖
  - 装甲兵局
    - 装甲作战指挥部（AROC），即装甲师，为了应对孟加拉国和泰国于九十年代组建。配属于各特战局或军区。下辖三个战术作战指挥部、装甲侦察营、中型炮兵营等单位；每个战指下辖两个坦克营（44辆主战坦克）和一个机械化步兵营（44辆履带式步兵战车）。目前有5个装甲师。

  - 炮兵局
    - 炮兵作战指挥部（AOC），即炮兵师，为预备炮兵（与队属炮兵相区别）的指挥机构。配属于各军区。下辖三个战术作战指挥部。全师合计6个轻型炮兵营（36门76毫米加农炮，现在换装120毫米迫击炮）、3个中型炮兵营（18门122榴弹炮）、3个火箭炮营（18门火箭炮）、1个防空营。目前有10个炮兵师。

  - 野战工程兵局
  - 通讯兵局
  - 军工局
  - 军训局
  - 保密局
  - 公关心战局
  - 计算机管理局
  - 轻步兵师（LID）即机动师。每个机动师下辖三个战术作战指挥部，每个战术作战指挥部下辖三个步兵营或轻步兵营；机动师直辖坦克营、预备步兵营、中型炮兵营（18门加榴炮）以及情报、通信、军医、补给单位；全师满员8000人以上。至少有12个：第11、12、20、22、33、44、55、66、77、88、99、101师。
- 副官部（A部门）：首长为陆军副官长，负责行政事务，下辖
  - 军医局
  - 转业安置局
  - 军事教育局。
- 后勤部（Q部门）：首长为陆军后勤长，负责后勤事务，下辖
  - 基建工程兵局
  - 运输补给局
  - 军需物资局
  - 机电局

缅甸陆军部队的架构层次：
- 特别作战局（BSO），简称特战局，相当于大军区，管辖一个战略方向上所有部队的联合作战，通常下辖若干军区。特战局局长为陆军中将军衔。目前有6个特战局。
  - 地区军事指挥部（RMC），通常译为军区，相当于省军区，有13个。
    - 地区作战指挥部（ROC）：也译作军分区、警备区，主要任务是驻防。下辖四个步兵营或轻步兵营、独立野炮连等。目前有6个军分区，均隶属于各军区。
    - 军事作战指挥部（MOC）：从军区下辖的野战旅扩编而来的师级单位，所以也译作野战旅或地方师。下辖三个战术作战指挥部，每个战术作战指挥部下辖三个步兵营（或轻步兵营），直辖预备步兵营、独立野炮连（12门的105毫米榴弹炮或是120毫米重迫击炮）。至少有21个地方师（第1—21地方师）。
      - 战术作战指挥部（TOC）：简称战指，团级单位（相当于英军的旅）。下辖三到四个营。机动师、地方师、装甲师、炮兵师、防空师均下辖战指。战指司令为上校。

直接隶属三军总参谋长和陆军总司令：
- 军事安全局（MAS，即緬甸軍事安全事務辦公室）
- 陆军防空兵局：详见缅甸防空部队
- 第一特战局负责印缅边境和缅北克钦邦方面作战，下辖
  - 北部军区
  - 西北军区
- 第二特战局负责缅东北掸邦方面作战，下辖
  - 东北军区
  - 东部军区
  - 三角军区
- 第三特战局负责孟加拉边境特别是若开邦方面作战，下辖
  - 西部军区
  - 西南军区
- 第四特战局负责缅泰边境特别是孟邦、克伦邦方面作战，下辖
  - 东南军区
  - 海岸军区
- 第五特战局负责内比都附近，下辖
  - 中部军区
  - 内比都军区
- 第六特战局负责仰光附近，下辖
  - 仰光军区
  - 南部军区

步兵营或轻步兵营是缅甸陆军基础战术与建制单位。由1960年代初的200个营扩编500多个营。早期下辖五个步兵连，现在辖四个步兵连；还有一个营部连（情报、通信、卫生排）和一个火力连（迫击炮、无后坐力炮、重机枪各一个排，装备81毫米迫击炮、81毫米无后坐力炮和重机枪）。目前，步兵营基本实现轮式机械化，使用BTR—3或仿制型号的步兵战车，满员750人。轻步兵营则实现摩托化，搭乘卡车，满员500人。

## 缅甸防空部队
陆军防空局兼缅甸统合防空系统（MIADS）指挥中心，负责指挥全缅的防空作战。1997年设立防空主任，中将军衔。2000年后建立起缅甸统合防空系统。
分设6个分区作战中心（SOC）。每个作战中心指挥1个防空师（ADD）和空军的一个战斗机/截击机联队。分区作战指挥中心指挥官为少将。
每个防空师下辖3个战术指挥部。以及电子侦察战指，辖6—8个雷达连和一些通讯连构建防空预警雷达网。
每个战指下辖3个防空营（分别为近程防空导弹营、中程防空导弹营、高射炮营）。

## 缅甸空军
缅军空军总司令，中将军衔。下设空军参谋部，空军参谋长为少将。
下辖十余个联队，包括战斗机/截击机联队等。联队下辖三个飞行中队和基地。联队长为准将，基地司令为上校，飞行中队长为中校。
还有空降兵部队。

## 缅甸海军
海军总司令一般为海军中将或海军上将。
海军参谋部主官为海军参谋长，一般为海军少将。下辖
- 战略部（驻内比都）：部长为准将
- 训练部（驻色枝）：部长为准将
- 修造（船厂）部（仰光）：部长为少将
- 中央水文站（仰光）
- 中央潜水救捞捞站（仰光）
- 中央工程站（仰光）
- 中央仓库（仰光）
- 通信站（仰光）
- 武器站（驻色枝）

海军区（NRC）司令一般均为准将。基地、舰队司令为上校：
- 伊洛瓦底海军区，驻仰光，负责伊洛瓦底江出海口及周边海域，驻扎第1舰队。下设
  - 登里颂（Thanhklyet Soon）海军基地
  - 勃生海军基地
  - 迪拉瓦港海军基地
  - 科科群岛海军雷达站
- 德林达依海军区，驻丹老，负责德林达依省的海域，驻扎第2舰队。下设
  - 泽代基岛（英语：Zadetkyi）海军基地
  - 默利岛（英语：Mali Kyun）海军基地
  - 巴洛岛海军基地
  - 格丹（英语：Kadan Kyun）海军基地
  - 萨坎迪（英语：Saganthit Kyun）海军基地
  - 兰比海军基地
  - 珍珠岛（也即：麦克劳德岛）海军基地
  - 泽代格礼岛（英语：Zadetkale Kyun）海军雷达站
- 丹耶瓦底（Danyawaddy）海军区，驻实兑，负责加叻丹河口及周边海域，驻扎第3舰队。下设
  - 皎漂海军基地
  - 丹兑海军基地
  - 第七潜艇基地，在皎漂附近
- 潘马瓦底（Panmawaddy）海军区，驻海吉岛（英语：Haigyi Island (town)），负责勃生河出海口及其周边海域，驻扎第4舰队
- 妙亚瓦底（Mawyawaddy）海军区，驻毛淡棉，负责萨尔温江出海口沿岸

此外还有：
- 海军陆战队：1964年组建了一个营800人的海军陆战队。1967年组建第2个营。
- 海军三栖特种部队(တပ်မတော် (ရေ) အထူးစစ်ဆင်ရေးတပ်ဖွဲ့)：组建于21世纪10年代初期。
- 海军基地防空部队：装备博福斯双管40毫米高射炮

## 缅甸警察部队
缅甸警察部队（缅甸语: ပြည်သူ့ရဲတပ်ဖွဲ့或者မြန်မာနိုင်ငံ ရဲတပ်ဖွဲ့）是缅甸的执法武装部队。1964年组建。名义上隶属于缅甸内政部，实际上受军队控制指挥。警察部队司令为上将衔。

## 缅甸军衔
六等（将官、校官、尉官、军士长、军士、兵）十九阶：
- 将军
  - 大将，缅甸军队总司令
  - 副大将，缅甸军队副总司令
  - 上将，各军种总司令
  - 中将，大军区级单位首长
  - 少将，军区级单位首长
  - 准将，师级
- 校官
  - 上校，团级（英军的旅）/战指
  - 中校，营级
  - 少校，副营级
- 尉官
  - 上尉，连级
  - 中尉，副连级
  - 少尉，排级
- 军士长
  - 一级军士长，又译一级准尉
  - 二级军士长，又译二级准尉
- 军士
  - 上士
  - 中士
  - 下士
- 士兵
  - 上等兵
  - 列兵

## 图片

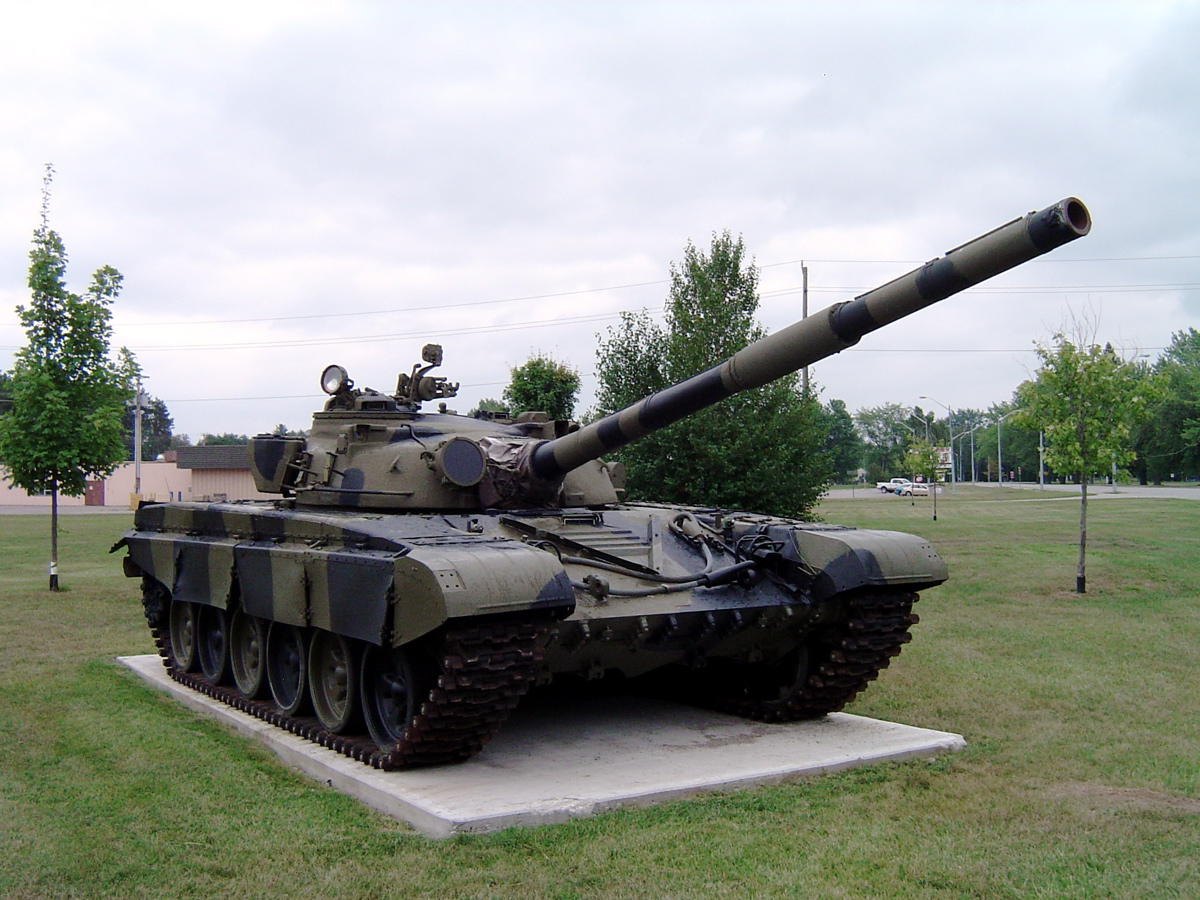
老式T-72主戰坦克
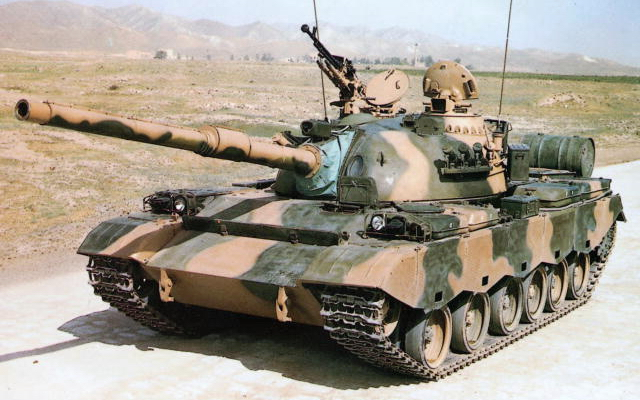
MBT-2000主戰坦克，緬軍主力坦克，約有200輛
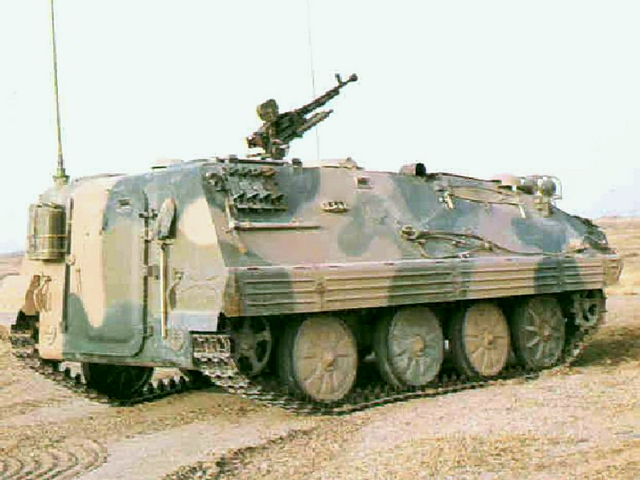
ZSD-85裝甲運兵車
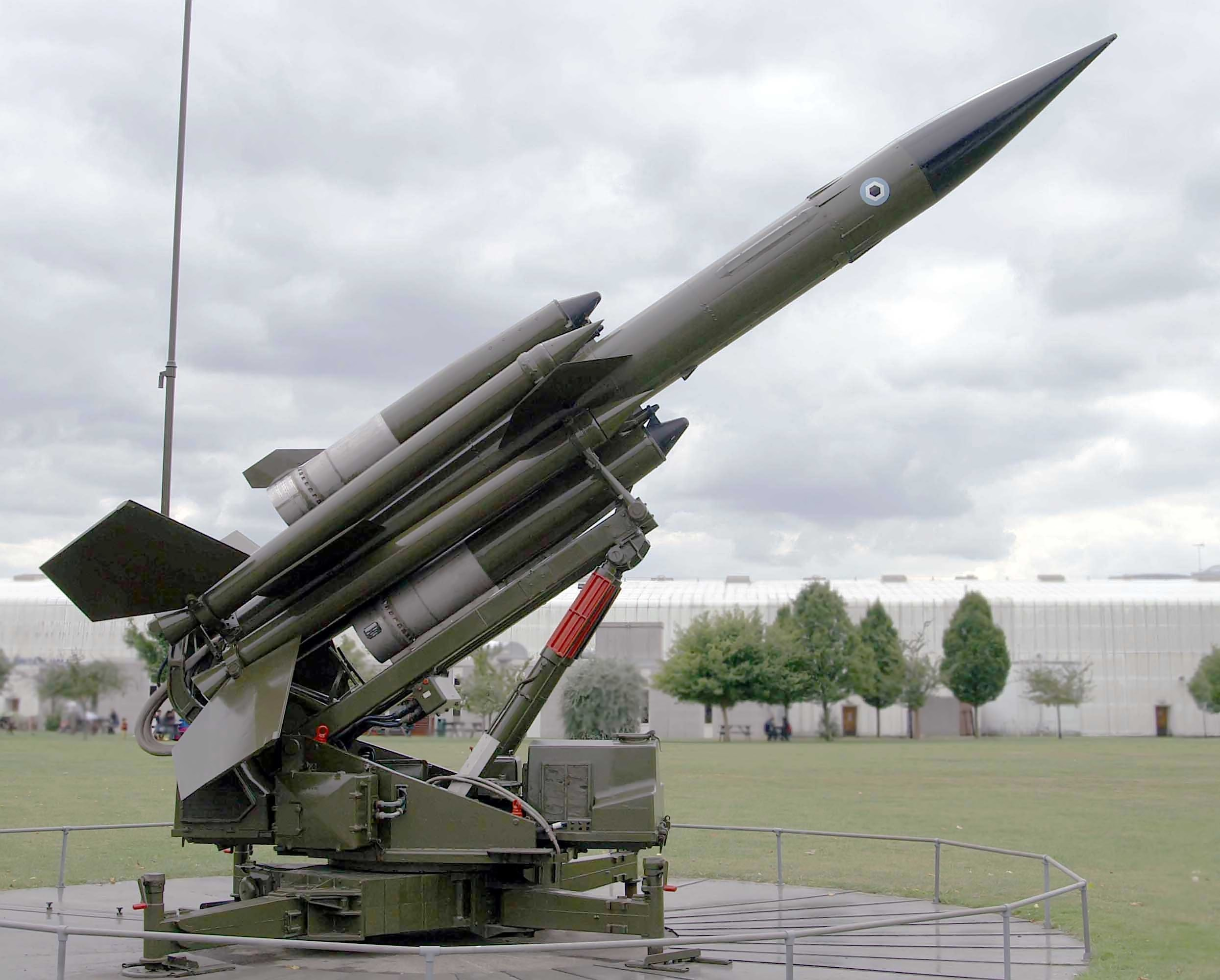
尋血犬飛彈（英语：Bloodhound (missile)）
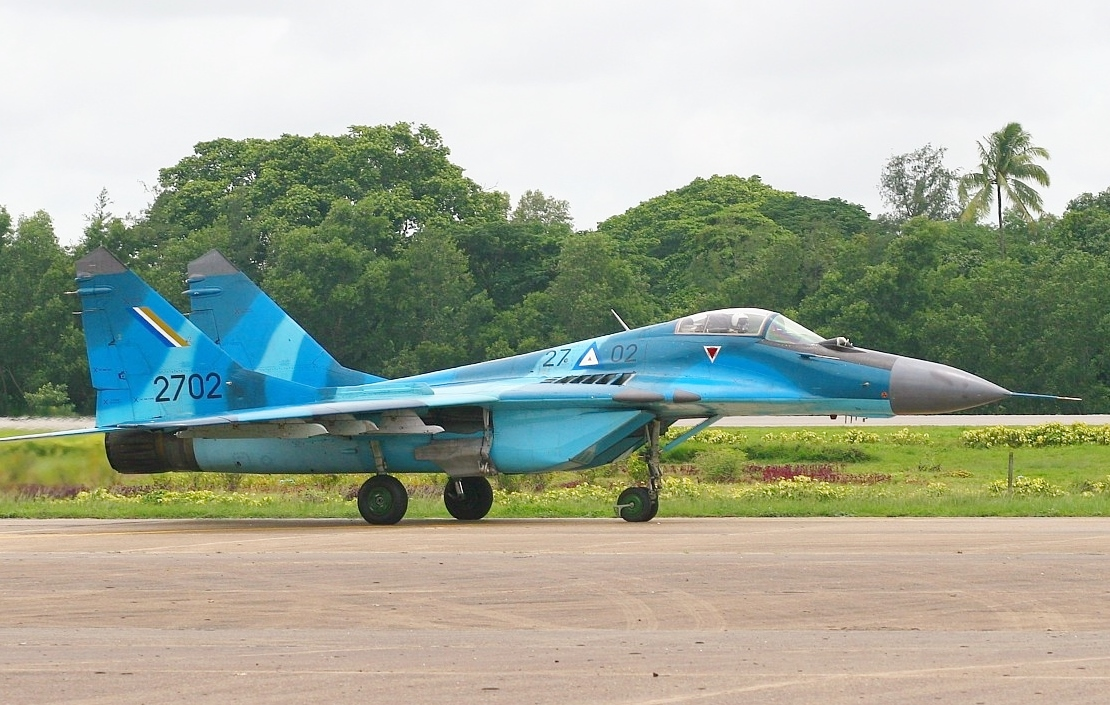
米格-29戰鬥機
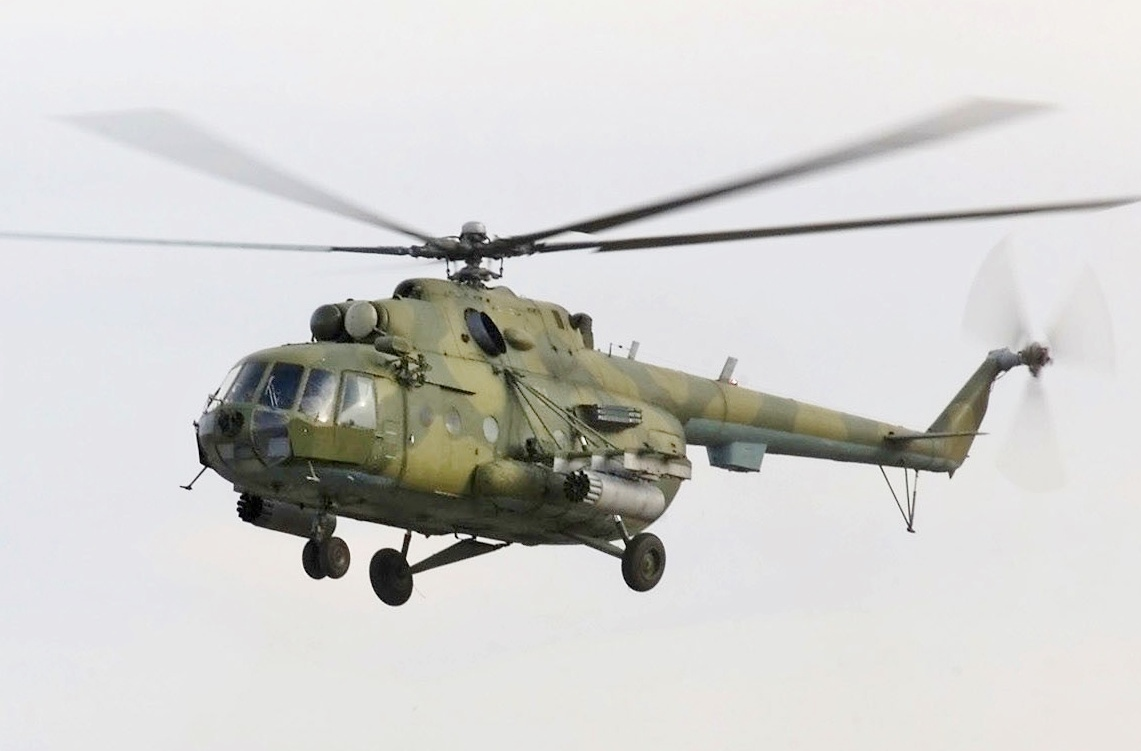
Mi-17直昇機